# Pattinaggio di velocità ai XXIV Giochi olimpici invernali - Inseguimento a squadre femminile
La gara dell'inseguimento a squadre femminile di pattinaggio di velocità dei XXIV Giochi olimpici invernali di Pechino è stata disputata il 12 e il 15 febbraio 2022 sulla pista del National Speed Skating Oval. Vi hanno partecipato 8 squadre.
La competizione è stata vinta dalla squadra canadese, mentre l'argento e il bronzo sono andati rispettivamente alla squadra giapponese e a quella olandese.

## Record
Prima della competizione il record del mondo e il record olimpico erano i seguenti:
| Record mondiale | 2'50"76 | Giappone Nana Takagi Ayano Satō Miho Takagi | 14 febbraio 2020 Salt Lake City, Stati Uniti |
| Record olimpico | 2'53"89 | Giappone Miho Takagi Ayano Satō Nana Takagi | 19 febbraio 2018 Gangneung, Corea del Sud    |

Durante la competizione è stato battuto il seguente record:
| Data        | Evento             | Nazione  | Atlete                                            | Tempo   | Record          | Nota  |
| ----------- | ------------------ | -------- | ------------------------------------------------- | ------- | --------------- | ----- |
| 12 febbraio | Quarto di finale 1 | Giappone | Ayano Satō Miho Takagi Nana Takagi                | 2'53"61 | Record olimpico | [ 4 ] |
| 15 febbraio | Finale A           | Canada   | Ivanie Blondin Valérie Maltais Isabelle Weidemann | 2'53"44 | Record olimpico | [ 5 ] |

## Risultati

### Quarti di finale
| Pos. | Batteria | Nazione     | Atlete                                                    | Tempo   | Distacco | Note  |
| ---- | -------- | ----------- | --------------------------------------------------------- | ------- | -------- | ----- |
| 1    | 1        | Giappone    | Ayano Satō Miho Takagi Nana Takagi                        | 2'53"61 | -        | QSF1, |
| 2    | 3        | Canada      | Ivanie Blondin Valérie Maltais Isabelle Weidemann         | 2'53"97 | +0"36    | QSF2  |
| 3    | 2        | Paesi Bassi | Antoinette de Jong Irene Schouten Ireen Wüst              | 2'57"26 | +3"65    | QSF2  |
| 4    | 4        | ROC         | Elizaveta Kazelina Evgenija Lalenkova Natal'ja Voronina   | 2'57"66 | +4"05    | QSF1  |
| 5    | 1        | Cina        | Ahenaer Adake Han Mei Li Qishi                            | 3'00"58 | +6"97    | QFC   |
| 6    | 2        | Norvegia    | Marit Fjellanger Bøhm Sofie Karoline Haugen Ragne Wiklund | 3'01"84 | +8"23    | QFC   |
| 7    | 4        | Polonia     | Karolina Bosiek Natalia Czerwonka Magdalena Czyszczoń     | 3'01"92 | +8"31    | QFD   |
| 8    | 3        | Bielorussia | Ekaterina Sloeva Yauheniya Varabyova Maryna Zuyeva        | 3'02"00 | +8"39    | QFD   |

### Semifinali
| Pos.         | Nazione     | Atlete                                                  | Tempo   | Distacco | Note |
| ------------ | ----------- | ------------------------------------------------------- | ------- | -------- | ---- |
| Semifinale 1 |             |                                                         |         |          |      |
| 1            | Giappone    | Ayano Satō Miho Takagi Nana Takagi                      | 2'58"93 | -        | QA   |
| 2            | ROC         | Elizaveta Kazelina Evgenija Lalenkova Natal'ja Voronina | 3'05"92 | +6"99    | QB   |
| Semifinale 2 |             |                                                         |         |          |      |
| 1            | Canada      | Ivanie Blondin Valérie Maltais Isabelle Weidemann       | 2'54"97 | -        | QA   |
| 2            | Paesi Bassi | Antoinette de Jong Irene Schouten Ireen Wüst            | 2'55"93 | +0"96    | QB   |

### Finali
| Pos.     | Nazione     | Atlete                                                    | Tempo   | Distacco | Note            |
| -------- | ----------- | --------------------------------------------------------- | ------- | -------- | --------------- |
| Finale A |             |                                                           |         |          |                 |
| Oro      | Canada      | Ivanie Blondin Valérie Maltais Isabelle Weidemann         | 2'53"44 | -        | Record olimpico |
| Argento  | Giappone    | Ayano Satō Miho Takagi Nana Takagi                        | 3'04"47 | +11"03   |                 |
| Finale B |             |                                                           |         |          |                 |
| Bronzo   | Paesi Bassi | Marijke Groenewoud Irene Schouten Ireen Wüst              | 2'56"86 | -        |                 |
| 4        | ROC         | Elizaveta Kazelina Evgenija Lalenkova Natal'ja Voronina   | 2'58"66 | +1"80    |                 |
| Finale C |             |                                                           |         |          |                 |
| 5        | Cina        | Ahenaer Adake Han Mei Li Qishi                            | 2'58"33 | -        |                 |
| 6        | Norvegia    | Marit Fjellanger Bøhm Sofie Karoline Haugen Ragne Wiklund | 3'02"15 | +3"82    |                 |
| Finale D |             |                                                           |         |          |                 |
| 7        | Bielorussia | Ekaterina Sloeva Yauheniya Varabyova Maryna Zuyeva        | 3'01"19 | -        |                 |
| 8        | Polonia     | Karolina Bosiek Natalia Czerwonka Magdalena Czyszczoń     | 3'03"19 | +2"01    |                 |